# Larry Moffett
Larry Moffett (Mobile, 5 novembre 1954 – Shreveport, 2 maggio 2011) è stato un cestista statunitense, professionista nella NBA, in Italia e in Francia.

## Carriera
Venne selezionato dagli Houston Rockets al secondo giro del Draft NBA 1977 (34ª scelta assoluta).